# Arroyohondo
Arroyohondo, a volte indicato come Arroyo Hondo, è un comune della Colombia facente parte del dipartimento di Bolívar.
Il centro abitato venne fondato da un gruppo di coloni nel 1791, mentre l'istituzione del comune è del 1992.